# سورة (الريف الغربي)
سورة (بالفارسية: سوره) هي قرية تقع في إيران في قسم الريف الغربي الريفي. يقدر عدد سكانها بـ 3,255 نسمة .